# Грачов Костянтин Олександрович
Костянтин Олександрович Грачов — солдат Збройних сил України, учасник російсько-української війни, що загинув у ході російського вторгнення в Україну у 2022 році.

## Життєпис
Костянтин Грачов народився 3 квітня 2001 року в селі Козіївка (з 2020 року — Краснокутської громади Богодухівського району) на Харківщині. Після закінчення загальноосвітньої школи перебував на строковій службі в ЗСУ. З початком повномасштабного російського вторгнення в Україну перебував на передовій. Про загибель Костянтина Грачова стало відомо ще у березні 2022 року. Довгий час (10 місяців) вважався безвісти зниклим. Після отримання результатів ДНК експертизи інформація про загибель воїна підтвердилася остаточно. Він загинув 9 березня 2022 року в районі Ізюма. Церемонія прощання з загиблим відбулася 17 січня 2023 року в рідному селі Козіївка на Харківщині.

## Нагороди
- орден «За мужність» III ступеня (2022, посмертно) — за особисту мужність і самовіддані дії, виявлені у захисті державного суверенітету та територіальної цілісності України, вірність військовій присязі.